# Frances Theodora Konitzky
Frances Theodora Konitzky (* 3. August 1859 in Richmond (Virginia); † 28. Januar 1940 in Bremen; geborene de Voss, auch Frances Theodore Konitzky) war eine Mäzenin in Belgien und Deutschland, deren Schenkungen das Konitzky-Stift für unterstützungsbedürftige Kurgäste in Bad Nauheim begründeten. Sie war Ehrenbürgerin von Bad Nauheim und Trägerin des Ritterkreuzes des Großherzoglich Hessischen Ludwigsordens.

## Biografie
Frances Theodora de Voss wurde in Richmond (Virginia) als Kind belgischer Eltern geboren. Die Familie kehrte später nach Antwerpen zurück, wo sie den Kaufmann Friedrich Wilhelm Konitzky (* 1. September 1852 in Bremen; † 30. März 1895 in Antwerpen) kennenlernte. Der Sohn einer Bremer Reederfamilie betrieb dort eine Niederlassung der Reederei. Sie heirateten am 5. April 1883 in Bremen und wohnten in Antwerpen.
Friedrich Wilhelm war Mitglied des Kirchenvorstandes der deutsch-evangelischen Christuskirche in Antwerpen und spendete dieser eine Orgel der Firma E. F. Walcker & Co. Nach dem Tod ihres Mannes im Jahr 1895 spendete Frances Konitzky zusätzlich einen Resonanzboden über der Kanzel.
Da Friedrich Wilhelm Konitzky zu Lebzeiten herzkrank war, besuchte das Ehepaar mehrfach Bad Nauheim, wo er sich behandeln ließ. Am 30. März 1895 verstarb Friedrich Wilhelm in Antwerpen. Die Ehe war kinderlos geblieben. Am 17. September 1895 stiftete Konitzky 25 000 Mark als Grundstock für den angedachten Neubau des Kurhospitals in Bad Nauheim, das für bedürftige Kurgäste in kleinem Umfang Unterstützung und einige Betten bereitstellte und dringend erneuerungsbedürftig war. Sie verband damit die Zusage, die weiteren Kosten zu übernehmen, wenn es wirklich zum Bau kommen sollte, und stellte am 21. Januar 1896 nochmals 25 000 Mark und am 11. Oktober 1897 weitere 150 000 Mark zur Verfügung. Am 20. April 1898 fand die Einweihung und Inbetriebnahme des neuen Gebäudes statt. Es bot insgesamt 100 Betten und 15 Freistellen für Kurgäste, die über keinerlei Mittel verfügten. Das neue Kurhospital stand, wie schon der Vorgänger, unter dem Protektorat der Prinzessin von Battenberg zu Darmstadt und erhielt zu Ehren der Stifterin und zum Andenken an ihren Gatten den Namen „Konitzkystift der Stadt Bad Nauheim“. Als weitere Anerkennung wurde Konitzky das Ritterkreuz zweiter Klasse des Großherzoglich Hessischen Ludwigsordens verliehen.
Im Jahr 1903 spendete Konitzky für den Neubau der Dankeskirche der evangelischen Gemeinde in Bad Nauheim das Geld für eine Orgel mit Organola, einer Selbstspieleinrichtung. Sie verband die Spende mit den beiden Bedingungen, anonym zu bleiben und diese Orgel ebenfalls durch die Firma E. F. Walcker & Co. bauen zu lassen. Erst 1931 wurde bekannt, dass Konitzky die damalige Spenderin gewesen war. Die Orgel musste 1962 ersetzt werden, wiederum durch die Firma Walcker, wobei einige wenige Bestandteile der älteren Orgel bestehen blieben.
Konitzky blieb auch sonst Bad Nauheim und dem Stift verbunden, interessierte sich für dessen Entwicklung und unterhielt einen Briefverkehr mit der Verwaltungskommission. Darin setzte sie sich etwa für den Einsatz der Darmstädter Diakonissen ein. Das Elisabeth-Stift in Darmstadt stellte 1898 sechs Schwestern ab, die Haushaltung und Pflege übernahmen.
Am 6. Mai 1923 bekam Konitzky im Rahmen einer Feier zum 25-jährigen Bestehen des Stifts den Ehrenbürgerbrief der Stadt überreicht. Sie starb am 28. Januar 1940 in Bremen.

## Auszeichnungen und Ehrungen
- etwa 1898: Ritterkreuz zweiter Klasse des Hessischen Ludwigsordens[3]
- 1923: Ehrenbürgerin von Bad Nauheim
- 1987 (postum): Der Konitzkyweg in Bad Nauheim wurde nach ihr benannt.[6]
- Die Theodora Konitzky Akademie, eine gemeinnützige GmbH zur Aus- und Weiterbildung für Gesundheitsfachberufe, trägt ihren Namen. Die Trägerschaft teilen sich das Gesundheitszentrum Wetterau und die Kerckhoff-Klinik.[7]